# Manuel Madeira
Manuel Madeira (? - ?) foi um administrador colonial português, governou o Grão-Pará de 26 de abril de 1639 a 16 de fevereiro de 1640.